# Еманоїл Порумбару
Еманоїл Порумбару (рум. Emanoil Porumbaru; 1845, Бухарест — 1921, Бухарест) — румунський політик, міністр закордонних справ Румунії (4 січня 1914 — 7 грудня 1916) за правління румунських королів Кароля I і Фердинанда І.

## Біографія
Член Національної Ліберальної партії, займав посаду президента Сенату. Порумбару був дідом національного героя Влада Ґеорґеску.
Помер 21 жовтня 1921 в Бухаресті.

## Визнання
У Бухаресті є вулиця названа на честь Порумбару.